# 格羅頓長點
格羅頓長點（英語：Groton Long Point）是位於美國康乃狄克州新倫敦縣的一個歷史區。該地的面積和人口皆未知。

## 地理
格羅頓長點的座標為41°18′52″N 72°00′28″W / 41.31444°N 72.00778°W，而該地的平均海拔高度為2米（即7英尺）。